# Insurrezione islamica in Togo
L'insurrezione islamica in Togo è un conflitto a bassa intensità che interessa la parte settentrionale dello Stato africano del Togo a partire dal novembre 2021.
Il conflitto è una diretta derivazione della più ampia insurrezione islamica in Burkina Faso, in corso dal 2015: gruppi armati di miliziani jihadisti, appartenenti all'organizzazione nota come Gruppo di Sostegno all'Islam e ai musulmani o "Jamaʿat Nuṣrat al-Islām wa-l muslimīn" (JNIM) e attivi nelle zone orientali del Burkina Faso, iniziarono a condurre incursioni anche oltre il confine tra questo e il Togo, colpendo la Regione delle Savane nella parte settentrionale del paese con attacchi mordi e fuggi ai presidi delle forze di sicurezza, attentati lungo e vie di comunicazioni e assalti ai villaggi civili.

## Antefatti
Piccolo Stato dell'Africa occidentale, esteso come una sottile striscia dalla costa del Golfo di Guinea a sud fino a toccare a nord i limiti della regione geografica del Sudan, il Togo presenta una popolazione composta in maggioranza da cristiani (cattolici 27,8%, protestanti 9,5%, altri 9,9%) e seguaci delle religioni tradizionali africane (33%), mentre i musulmani rappresentano una minoranza (13,7%). Indipendente dal dominio coloniale della Francia dal 1960, dopo un periodo di turbolenza politica interna e colpi di Stato dei militari dal 1967 il paese venne governato da Gnassingbé Eyadéma, il quale impose un duraturo regime dittatoriale, mantenuto sostanzialmente anche dopo alcune timide aperture democratiche nei primi anni 1990. Alla morte di Gnassingbé Eyadéma nel 2005 il potere transitò rapidamente nelle mani del figlio, Faure Gnassingbé, il quale godeva del favore delle Forze armate togolesi: nonostante alcune ulteriori aperture verso la democrazia, Faure Gnassingbé venne riconfermato alla presidenza tramite tornate elettorali viziate da accuse di brogli a suo favore; grosse manifestazioni di piazza occorse tra il 2017 e il 2018 non riuscirono a scuotere il regime di Gnassingbé.
Sostanzialmente estraneo nel corso della sua storia a qualsiasi fenomeno di terrorismo islamista, il Togo venne coinvolto nei più ampi eventi dell'insurrezione islamica nel Maghreb all'inizio degli anni 2020 principalmente a causa del degradarsi della sicurezza interna nel suo vicino settentrionale, il Burkina Faso, affetto sin dal 2015 da una violenta insurrezione islamista finita rapidamente fuori controllo. Attore principale degli attacchi jihadisti in territorio togolese fu il gruppo armato noto come Gruppo di Sostegno all'Islam e ai musulmani o "Jamaʿat Nuṣrat al-Islām wa-l muslimīn" (JNIM): affiliato al movimento globale di Al Qaida, il gruppo traeva origine dai superstiti del Gruppo Islamico Armato, sconfitti nella guerra civile algerina degli anni 1990 e riparati nelle regioni desertiche del Sahara, da cui poi avevano esteso le loro operazioni nei fragili Stati del Sahel situati a sud dell'Algeria. Riorganizzatosi come "Al-Qaida nel Maghreb islamico" nel 2005, il gruppo si era poi fuso nel 2017 con altri movimenti armati islamisti, ampliando la portata delle sue operazioni dal Mali al Niger passando per il Burkina Faso; a partire da quest'ultimo, il JNIM aveva poi esteso le sue azioni e infiltrazioni in direzione degli Stati affacciati sul Golfo di Guinea, iniziando a compiere incursioni in direzione di Benin, Costa d'Avorio e Togo.

## Il conflitto

### Primi scontri
La prima avvisaglia dell'imminente conflitto si ebbe il 13 novembre 2021, quando uomini armati non identificati attaccarono un posto di frontiera nel cantone di Koundjoaré nella Prefettura di Kpendjal, all'estremo nord del Togo lungo il confine con il Burkina Faso: assalitori non identificati provenienti dal Burkina Faso aprirono il fuoco su soldati togolesi schierati a protezione del confine, ritirandosi tuttavia senza aver causato alcuna vittima. In risposta, alla fine di novembre militari togolesi parteciparono a un'operazione di controinsorgenza congiunta con truppe provenienti da Burkina Faso, Ghana e Costa d'Avorio lungo le frontiere comuni, contribuendo all'arresto di diversi sospetti fondamentalisti.
Per sei mesi la situazione lungo il confine rimase tranquilla, per poi degenerare improvvisamente nella notte tra il 10 e l'11 maggio 2022: un gruppo di miliziani armati e montati su motociclette, stimato nell'ordine di sessanta individui, attraversò la frontiera e attaccò una postazione delle forze di sicurezza nel cantone di Koundjoaré, ingaggiando una sparatoria durata fino alle prime luci dell'alba; mentre accorreva sul luogo dello scontro, una forza di reazione rapida di militari togolesi venne colpita da un ordigno esplosivo improvvisato piazzato dai jihadisti lungo la strada, e il bilancio finale vide un totale di otto morti e dieci feriti tra le truppe togolesi. Attacchi intermittenti e atti di violenza continuarono quindi a interessare la Regione delle Savane nel nord del Togo: dopo la proclamazione in giugno dello stato di emergenza in tutta la regione, l'11 luglio velivoli togolesi bombardarono per errore nei pressi del villaggo di Margba un gruppo di civili scambiato per una colonna di miliziani, uccidendo sette persone e ferendone altre due; il 14 luglio incursioni notturne di gruppi di jihadisti contro due villaggi togolesi posti sulla frontiera con il Burkina Faso, poi rivendicate da JNIM, causarono tra le 12 e le 20 vittime tra i civili locali; nella notte tra il 18 e il 19 luglio un nuovo scontro a fuoco con miliziani jihadisti lasciò morti sul terreno due soldati togolesi. Questi attacchi spinsero, nei giorni seguenti, i civili togolesi nella Prefettura di Kpendjal a lasciare in massa i villaggi per rifugiarsi nei centri abitati più grandi.
Un nuovo grave incidente si verificò il 28 novembre, quando miliziani armati ingaggiarono le truppe togolesi nei pressi della cittadina di Tiwoli nell'angolo nord-orientale della Prefettura di Kpendjal, causando la morte di almeno dieci soldati; posta sul triplice confine tra Togo, Benin e Burkina Faso, la Prefettura di Kpendjal era tradizionalmente un crocevia per i commerci ma anche per traffici illegali di vario tipo: assumerne il controllo era strategico per JNIM, perché avrebbe dato modo al gruppo di raccogliere fondi tassando questi traffici o svolgendo estrazioni illegali di oro nelle vaste zone forestali della regione, utili anche come nascondigli per le operazioni dei jihadisti. Come risposta a questa minaccia, in dicembre il presidente Gnassingbé assunse su di sé la diretta responsabilità delle questioni relative alla difesa, obbligando alle dimissioni il ministro della difesa e sostituendo il capo di stato maggiore delle forze armate.
Attacchi violenti nella Regione delle Savane continuarono anche nel corso del 2023, spingendo alla fuga centinaia di civili: in febbraio le autorità del Benin annunciarono che quasi 750 profughi togolesi erano fuggiti oltre la frontiera beninese per sfuggire alle violenze dei jihadisti. La Prefettura di Kpendjal rimase l'epicentro degli scontri, ma il 20 aprile JNIM rivendicò un attacco nella confinante Prefettura di Tône che causò la morte di sei civili. Nonostante la reticenza generale delle autorità a parlare apertamente del problema, pressato dalle opposizioni il 28 novembre il presidente Gnassingbé rilasciò una dichiarazione ufficiale dettagliando un elenco degli attacchi avvenuti dall'inizio dell'anno, comprensivo di un'imboscata, undici scontri a fuoco con gruppi terroristici armati e nove attentati con ordigni esplosivi improvvisati, con un totale di 31 morti (tra cui 11 civili), 29 feriti e tre dispersi; il conteggio totale delle vittime a partire dai primi scontri del novembre 2021 venne indicato in 140 morti di cui 100 civili.
Per fronteggiare la minaccia jihadista, Gnassingbé si rivolse alla Russia. Alla fine del 2022 un accordo siglato tra i governi di Lomé e Mosca aveva fruttato la cessione a favore dell'Aeronautica militare togolese di tre elicotteri d'attacco Mil Mi-24 e due elicotteri da trasporto Mil Mi-17, facendo balzare la Russia al primo posto tra i fornitori di armamenti al Togo, superando partner tradizionali del paese quali Francia e Stati Uniti d'America; la cooperazione russo-togolese nel campo della difesa venne poi ulteriormente espansa, e nel febbraio 2024 un contingente di 30 consiglieri militari russi giunse in Togo per aiutare l'addestramento delle forze armate locali.

### L'intensificarsi della violenza
Il 2024 vide un incremento delle azioni armate sul suolo togolese, con una decina di attacchi censiti tra il gennaio e l'agosto di quell'anno; l'incidente più grave si ebbe il 20 luglio 2024, quando JNIM rivendicò un sanguinoso attacco ai danni di una caserma dell'esercito togolese vicino al confine con il Burkina Faso: l'attacco, l'azione più sanguinosa da un anno a questa parte, causò la morte di dodici soldati. Dopo alcune settimane di tregua, un grave attacco avvenne nella notte tra il 1º e il 2 ottobre nei pressi del villaggio di Fanworgou, nel nord del paese: militanti di JNIM attaccarono con ordigni esplosivi e armi leggere una pattuglia dell'esercito togolese, intenta a proteggere i lavori di scavo di una serie di trincee costruite lungo il confine con il Burkina Faso per ostacolare i movimenti transfrontalieri dei gruppi jihadisti. L'attacco causò la morte di 19 persone, tra cui nove soldati togolesi e dieci civili, in maggioranza dipendenti della ditta incaricata dello scavo delle trincee; secondo alcune fonti locali, nell'attacco rimasero uccisi anche due militari turchi, parte di una missione di addestramento e consulenza militare attiva in Togo dal 2021. Nella notte tra il 25 e il 26 ottobre, invece, un attacco non rivendicato ma attribuito a JNIM causò la morte di otto civili togolesi nel villaggio di Malgbangou.
In un contesto di generale silenzio imposto dal governo togolese sulle notizie riguardanti il conflitto, nel marzo 2025 un rapporto della Fondazione Konrad Adenauer rilevò una lenta ma costante avanzata dei gruppi armati jihadisti nel nord del Togo, con attacchi arrivati a interessare anche zone lontane dal confine con il Burkina Faso. Gli attacchi prendevano di mira tanto le postazioni militari quanto i villaggi civili, ed erano spesso abbinati all'impianto di ordigni esplosivi improvvisati lungo le principali vie di comunicazione, rendendo difficili i trasporti in varie zone della prefettura di Kpendjal.